# Volin (Dakota Południowa)
Volin – miasto w Stanach Zjednoczonych, w stanie Dakota Południowa, w hrabstwie Yankton.